# Santiago Tadeo Florit
Santiago Tadeo Florit (Maó, 8 de juny de 1968) és un polític menorquí, que va ser diputat al Parlament de les Illes Balears des de la VI fins a la IX legislatura.
Diplomat en Ciències Empresarials, ha treballat en diverses empreses com a director financer i assessor fiscal, laboral i comptable. Militant del Partit Popular, va ser escollit regidor a les eleccions municipals espanyoles de 1999. Des del 2004 fou regidor d'hisenda i pressupostos a l'Ajuntament de Es Castell, càrrec que va ocupar fins al 2011.
El 16 de setembre de 2003 va entrar al Parlament de les Illes Balears en substitució del dimissionari Juan Manuel Lafuente Mir. Posteriorment, va ser elegit diputat a les eleccions al Parlament de les Illes Balears de 2007, 2011 i 2015. Va finalitzar el seu mandat com a diputat el 2 d'abril de 2019, en acabar la IX legislatura.
Des del 9 de juliol de 2015 fins al 8 de gener de 2016 (data en què va presentar la seva renúncia) va ser vicepresident de la Comissió de Turisme del Parlament Balear. Des del 23 de març de 2004 fins al 3 d'abril de 2007 (final de legislatura) va ser portaveu suplent del Grup Parlamentari Popular.
Va ser president del Consell Insular de Menorca des del 25 de juny de 2011 fins al 4 de juliol de 2015.
Del 2 d'agost de 2008 fins al 28 de maig de 2017 va ser president del Partit Popular de Menorca.